# Kamnaskires III
Kamnaskires III (fl. I secolo a.C.) fu un re di Elimaide che regnò dall'82/81 fino al 75 a.C. circa.

## Storia
Kamnaskires è conosciuto principalmente dalle sue monete datate, sulle quali appare con sua moglie Anzaze. L'immagine del sovrano su queste monete non è più basata su modelli greci, in quanto l'acconciatura, la barba e l'abbigliamento sono iraniani; le monete potrebbero essere state coniata a Seleucia a Hedyphon.
Sin dal 124 a.C., Elimaide era stata sotto il completo controllo partico, ma nell'82/81 a.C. iniziano a comparire le monete di Kamnaskires e di sua moglie, segno di una restaurazione del regno.
Nei Diari astronomici di Babilonia è riportato che un re partico, probabilmente Orode I, marciò in Elam nel gennaio/febbraio 77 a.C. per muovere contro Qabinashkiri, che è quasi certamente Kamnaskires, che quindi si era ribellato al dominio partico. Questi eventi sono forse menzionati anche da Strabone (Geog. XVI.1.18), che riferisce di una rivolta in questa regione dell'impero partico, che però non è datata.